# Перес, Луис Мигель
Луис Мигель Перес Соса (исп. Luis Miguel Pérez Sosa; 8 ноября 1988) — доминиканский борец вольного стиля.

## Карьера
В мае 2017 года в бразильском городе Лауру-ди-Фрейтас дошёл до финала Панамериканского чемпионата, в котором уступил Кайлу Снайдеру, став серебряным призёром. 1 мая 2019 года принимал участие на международном турнире памяти Али Алиева в Каспийске, в 1/8 финала которого уступил россиянину Шамилю Мусаеву со счётом 2:13. В августе 2019 года завоевал бронзовую медаль на Панамериканских играх в Лиме. В марте 2020 года стал бронзовым призёром Панамериканского чемпионата в Оттаве. В конце февраля 2024 года на Панамериканском олимпийском квалификационном турнире, проходившем в Акапулько, он завоевал лицензию на Олимпийские игры, которые пройдут в Париже.